# Walter Dahms
Walter Dahms, senare Gualterio Armando, född 9 juni 1887 i Berlin, död 5 oktober 1973 i Lissabon, var en tysk musikkritiker och tonsättare.
Dahms var ursprungligen orkesterviolinist. Han bedrev kompositionsstudier för Adolf Schultze i Berlin, och var från 1912 musikanmälare i Kleines Journal, och utgav samma år en Schubertbiografi (andra upplagan 1918). Dahms har komponerat körverk och sånger. Hans främsta betydelse ligger i den omvändelse, som han dokumenterade i böckerna Die Offenbarung der Musik (1922) och Musik des Südens (1923) och som förde honom över från den musikaliska modernismen till Niccolò Piccinni och bel cantots stilideal. Dahms påverkades i sin livsåskådning starkt av Friedrich Nietzsches kulturfilosofiska idéer.
Dahms blev i mitten av 1930-talet honduransk medborgare, ändrade namn till Gualterio Armando och var från 1935 bosatt i Lissabon.